# Jamides tamborana
Jamides tamborana är en fjärilsart som beskrevs av Grose-smith 1900. Jamides tamborana ingår i släktet Jamides och familjen juvelvingar. Inga underarter finns listade i Catalogue of Life.